# Інтелектуалізм
Інтелектуалізм — схильність до високої, іноді надмірної, оцінки інтелекту, інтелектуальності, розуму, життя у світі думок та ідей. У філософії термін інтелектуалізм іноді вживається як синонім раціоналізму, тобто твердження про те, що знання є передусім результатом раціонального мислення. Соціально «інтелектуалізм» негативно асоціюється із зацикленістю на меті («занадто великий акцент на процес мислення») та емоційною холодністю (відсутність прихильності і почуття).

## Стародавній моральний інтелектуалізм
На думку Сократа, інтелектуальність (розумність) означає, «що людина вчинить правильно одразу ж, як лише збагне, що саме правильно», тобто, що доброчесність є чисто питанням розуму. Виходячи з цього положення, «сократів інтелектуалізм» став основною засадою доктрини стоїцизму. Проблемні наслідки цієї точки зору визначаються як парадокси Сократа; прикладом є думка, що немає слабкості волі — ніхто не бажає свідомо чинити зло і що кожен, хто робить або намагається вчинити зле, робить це мимоволі, тож доброчесність — це знання, і що всі чесноти мають однакову суть.

## Середньовічний метафізичний інтелектуалізм
У середньовічній філософії інтелектуалізм є доктриною божественної і людської діяльності, в якій інтелект вважається первинним щодо волі й вищим від неї. Інтелектуалізм звичайно протиставляється волюнтаризму: він стверджує, що «воля вибирає те, що розум визнає найкращим, а воля підпорядкована». Для волюнтаризму, навпаки, саме воля визначає, що найкраще, а воля сама по собі невизначена і непідпорядкована. Виходячи з цього, мусульманський ерудит Аверроес, християнський теолог Тома Аквінський і німецький богослов Мейстер Екгарт визнаються інтелектуалами.